# Wimille
Wimille là một xã ở tại tỉnh Pas-de-Calais trong vùng Hauts-de-France của Pháp. 

## Dân số
| 1962                                                         | 1968 | 1975 | 1982 | 1990 | 1999 | 2006 |
| ------------------------------------------------------------ | ---- | ---- | ---- | ---- | ---- | ---- |
| 4497                                                         | 4826 | 4779 | 4220 | 4681 | 4721 | 4475 |
| Số liệu điều tra dân số từ năm 1962: Dân số không tính trùng |      |      |      |      |      |      |

## Địa điểm nổi bật
- Nhà thờ St.Pierre, thế kỷ 12.
- Nhà nguyện thế kỷ 16.
- Lâu đài La Rivière, thế kỷ 17.

## Nhân vật
- Jean-François Pilâtre de Rozier, người tiên phong hàng không đã bay bằng khinh khí cầu ở đây.